# Étienne Vigée
Louis Jean-Baptiste Étienne Vigée (Parigi, 2 dicembre 1758 – Parigi, 8 agosto 1820) è stato un drammaturgo e scrittore francese.
Era il fratello minore della nota ritrattista di corte Élisabeth Vigée Le Brun (1755-1842).

## Biografia
Proviniente da una famiglia d'artisti, Étienne Vigée era figlio di Louis Vigée e Jeanne Maissin. Si distingueva nei salotti per la sua personalità gradevole e per la sua arguzia. Segretario della contessa di Provenza, cognata del re, succedette a Sautreau de Marsy come redattore dell'Almanach des Muses nel 1789.
Accolse con intusiasmo la Rivoluzione, che cantò nei suoi versi, anche se, quando fu arrestato come sostenitore dei Girondini, si unì alle file del partito reazionario e poi si ritirò dalla politica.
Compose poesie in lode dei vari detentori del potere, il Primo Console, l'Imperatore e il Re.
Imitatore abbastanza abile di Dorat e Gresset, Vigée sostituì La Harpe all'Athénée, ma non ebbe lo stesso successo come insegnante. Come drammaturgo, trovò alcune situazioni felici e piacevoli dettagli di stile e trama.
Morì l'8 agosto 1820 a Parigi e venne sepolto al Cimitero di Père-Lachaise.

## Famiglia
Il 19 ottobre 1785, Étienne Vigée sposò la sorella di Auguste de Rivière, Suzanne (1764-1811), pianista, cantante e attrice dilettante, la cui figlia Caroline Vigée (1791-1864) sposò Jean Nicolas Louis, barone de Rivière (1778-1861), e tra i cui discindinti figura Alfred de Rivière (1818-1893), sottoprefetto di Saint-Malo e Lannion.

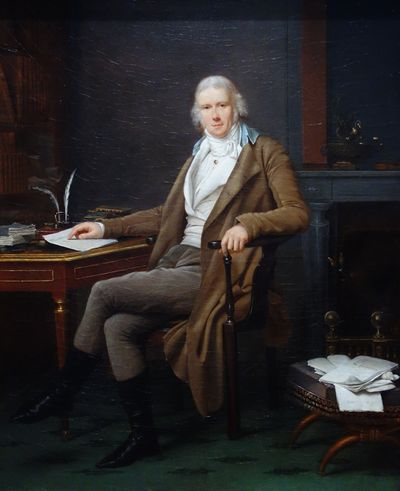
Adèle Romany, Ritratto di Étienne Vigée nel suo studio, 1800
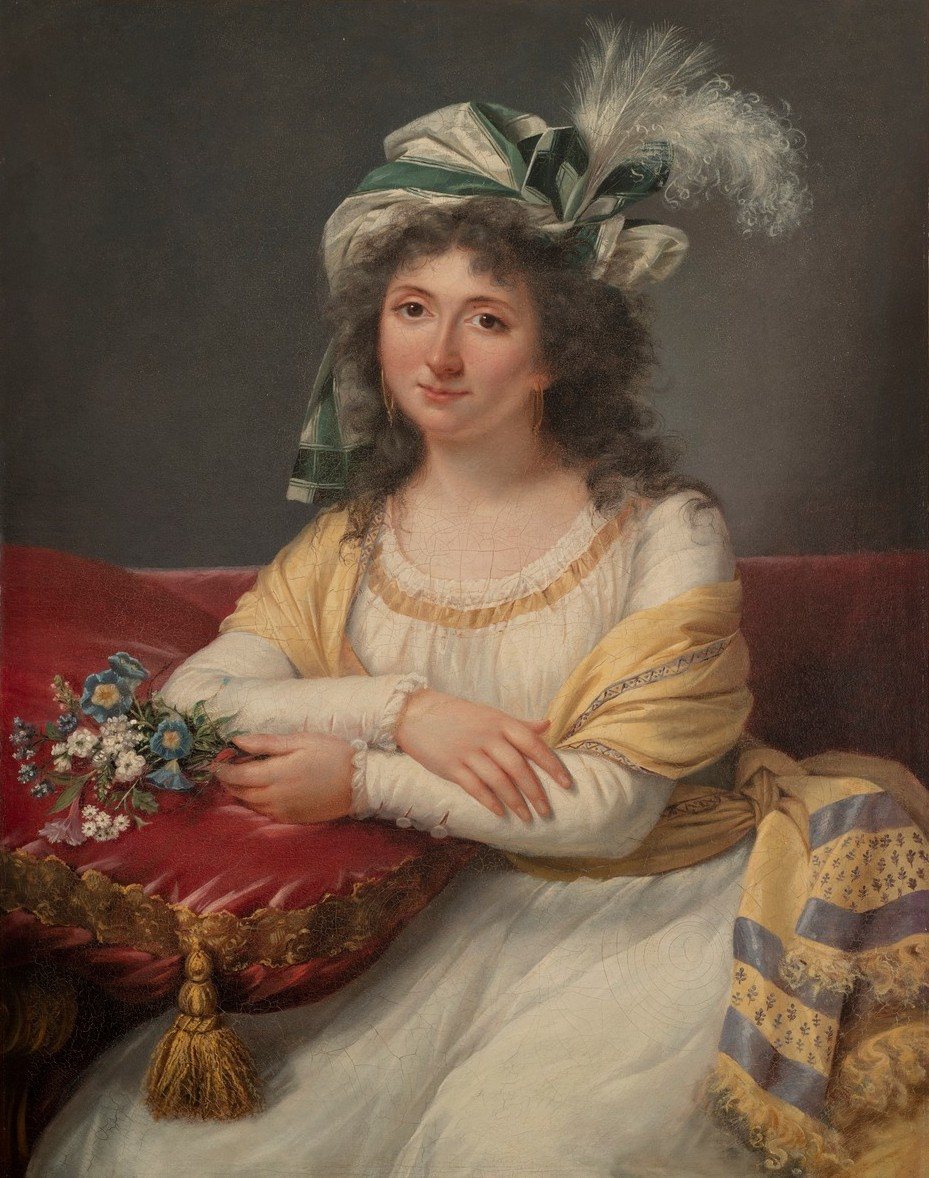
Adèle Romany, Ritratto di Suzanne de Rivière, moglie di Étienne Vigée, 1795-1800 circa
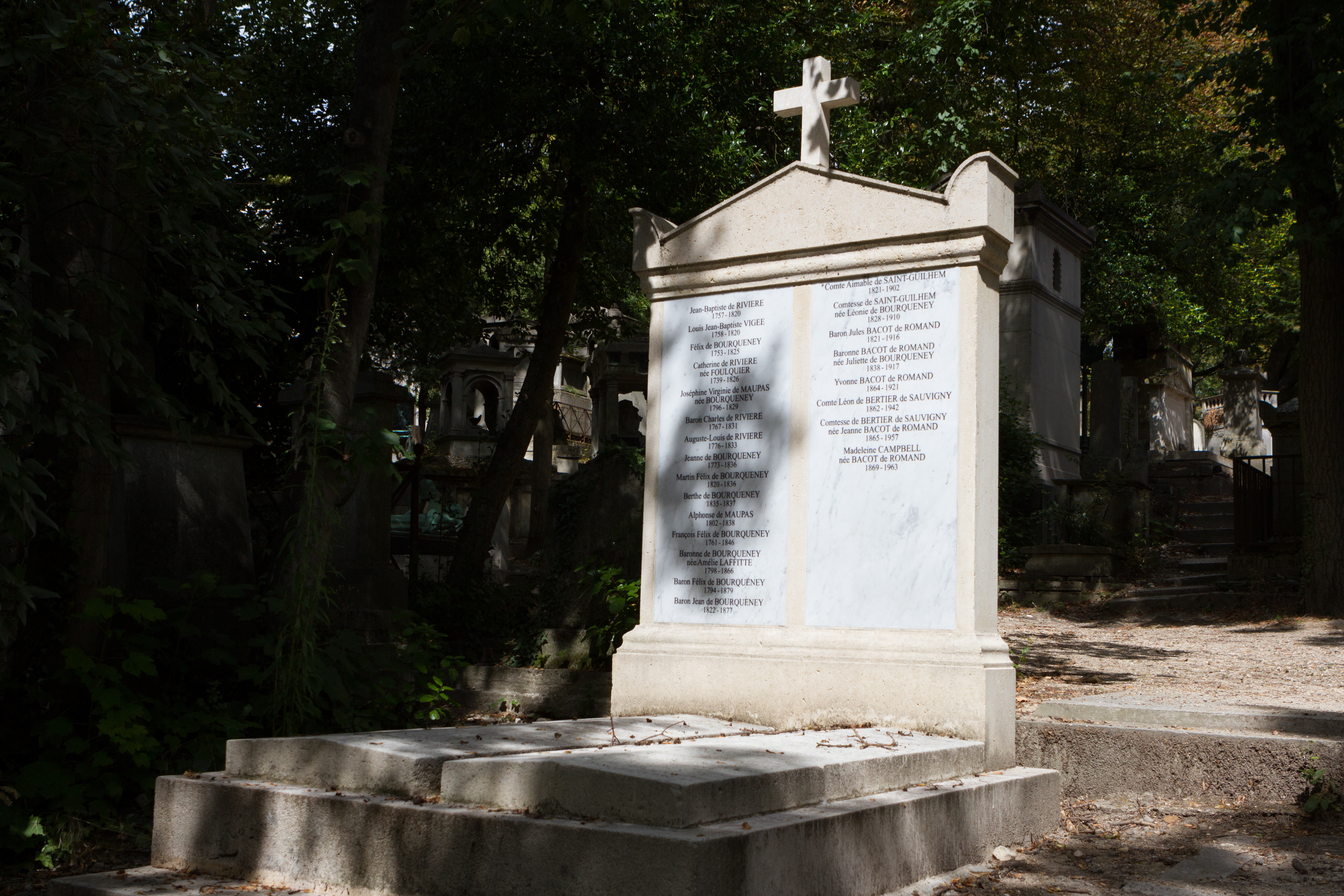
Tomba di Vigée nel cimitero di Père-Lachaise.

## Opere

### Teatro
- Les Aveux difficiles, commedia in un atto e in versi, Parigi, teatro dell'Odéon, 24 febbraio 1783
- La Fausse Coquette, commedia in 3 atti e in versi, Parigi, teatro dell'Odéon, 6 novembre 1784
- Les Amants timides, commedia in un atto e in versi, théâtre italien di Parigi, 28 dicembre 1784
- L'intrevue, commedia in un atto e in versi, Parigi, teatro dell'Odéon, 6 dicembre 1788
- La Belle-mère, ou les Dangers d'un second mariage, commedia in cinq atti e in versi, Parigi, teatro dell'Odéon, 24 luglio 1788
- Le Projet extravagant, opera in 2 atti, musica di Étienne Fay, Parigi, théâtre des amis de la patrie, 11 luglio 1792
- La Matinée d'une jolie femme, commedia in un atto in prosa, Parigi, théâtre de la Nation, 29 dicembre 1792 Testo online
- La Vivacité à l'épreuve, commedia in 3 atti e in versi, Parigi, théâtre de la Nation, 5 luglio 1793
- La Princesse de Babylone, opera in 3 atti e in versi, da Voltaire, musica di Rodolphe Kreutzer, balletti di Pierre Gardel, Parigi, Accademia imperiale di musica, 30 mai 1815 Testo online

### Varia
- Épître aux membres de l'Académie française décriés dans le dix-huitième siècle, 1776
- Stances sur la mort de Colardeau, suivies de son Ombre aux Champs Élysées, 1776
- Les Mœurs et la littérature, satire, à M. D*****, 1778
- Ninon de Lenclos, comédie en un acte, en vers, suivie de Poésies fugitives, 1797
- Mes conventions, épître suivie de vers et de prose, 1800
- Manuel de littérature, contenant la définition de tous les différents genres de compositions, un traité de la versification française et des préceptes sur l'art de lire à haute voix; à l'usage des deux sexes, 1809; 1828 Testo online
- Épître à Jean-François Ducis sur les avantages de la médiocrité, 1810
- La Tendresse filiale, poema, 1812
- Poésies, 1813 Testo online
- Procès et mort de Louis XVI, fragments d’un poème sur la Révolution française, 1814
- Le Pour et le contre, dialogo religioso, morale, politico et letterario, 1818